# The Primitive Call (film 1917)
The Primitive Call è un film muto del 1917 scritto e diretto da Bertram Bracken.

## Trama
Percy Malcolm, un profittatore capitalista, vorrebbe impadronirsi con l'inganno delle terre di una tribù di indiani, ma ne viene impedito da Brain Elkhorn, uno degli indiani che ha studiato nell'Est. Betty, la figlia di Malcolm, decide così di usare le sue arti femminili per riuscire lì dove il padre ha fallito. Il giovane indiano cade vittima del suo fascino e, quando lei gli presenta un contratto di vendita in cambio di una promessa di matrimonio, lui firma. Ma, appena il contratto è sottoscritto, Betty lo respinge. Lui, pentito, confessa tutto alla tribù che lo ostracizza per il suo tradimento.
Volendo vendicarsi, Elkhorn si scrolla di dosso la sua patina di uomo civilizzato e rapisce Betty, portandosela nel suo wigwam tra le montagne, dove adesso vive solo, lontano dalla sua tribù. Betty scopre, così, che il suo disprezzo per lui si è trasformato in amore; ma Elkhorn rivolge ora le sue attenzioni verso una ragazza indiana. Betty, triste ma molto più saggia, torna alla sua frivola vita di società.

## Produzione
Il film fu prodotto dalla Fox Film Corporation.

## Distribuzione
Distribuito dalla Fox Film Corporation, il film - presentato da William Fox - uscì nelle sale cinematografiche statunitensi il 22 gennaio 1917.